# Esamino
Un esamino è un polimino di ordine 6, ovvero un poligono nel piano composto di 6 quadrati identici collegati tra di loro tramite lati in comune. Come con gli altri casi di polimini, si tende a non considerare le rotazioni e riflessioni di un esamino come forme diverse; data per buona questa convenzione, esistono esattamente 35 esamini diversi.

I 35 esamini

La figura illustra tutti gli esamini esistenti, colorati in base ai loro gruppi di simmetria:
- 20 esamini (quelli neri) non hanno alcuna simmetria. Il loro gruppo di simmetria consiste nella sola identità.
- 6 esamini (quelli rossi) hanno un asse di simmetria parallelo ad alcuni bordi (ed ortogonale agli altri). I loro gruppi di simmetria contengono due elementi: l'identità e la riflessione lungo tale asse.
- 2 esamini (quelli verdi) hanno un asse di simmetria inclinato di 45° rispetto ai bordi. I loro gruppi di simmetria hanno sempre due elementi: l'identità e la riflessione lungo tale asse diagonale.
- 5 esamini (quelli blu) hanno una simmetria centrale (simmetria rotazionale di ordine 2). I loro gruppi di simmetria contengono due elementi: l'identità e tale simmetria.
- 2 esamini (quelli viola) hanno due diversi assi di simmetria, entrambi allineati con la griglia. Il loro gruppo di simmetria contiene quattro elementi: l'identità, le riflessioni lungo questi due assi e la composizione di queste due riflessioni (che è una simmetria centrale).

Se decidiamo invece di non considerare uguali due esamini che siano uno speculare all'altro ma non sovrapponibili, la prima e la quarta delle categorie date raddoppiano di dimensione e si ottengono 25 nuovi esamini, per un totale di 60.

## Riempimento e tassellature
Nonostante un set completo di 35 esamini consti di un totale di 210 quadrati, non è possibile utilizzarli per riempire un rettangolo senza sovrapposizioni e senza spazi vuoti (ciò è invece possibile con i 12 pentamini, che possono essere disposti in un rettangolo 3 × 20, 4 × 15, 5 × 12 o 6 × 10). Un modo semplice per dimostrarlo si basa su uno studio della parità: se disponiamo gli esamini su una scacchiera, si verifica facilmente che 11 di essi copriranno un numero pari di caselle nere (2 o 4) mentre ognuno degli altri 24 coprirà 3 caselle nere e 3 bianche. Quindi il totale di caselle bianche coperte sarà pari, mentre qualsiasi rettangolo composto da 210 quadrati di una scacchiera avrà 105 quadrati bianchi e 105 neri.
Ci sono tuttavia altre semplici figure composte da 210 quadrati che possono essere riempite con un set completo di esamini; ad esempio, un quadrato 15 × 15 con un buco 3 × 5 al centro; l'argomento sopra utilizzato della parità non vale più (tale figura conterrà 106 quadrati bianchi e 104 neri, o viceversa), e si verifica che in effetti tale riempimento è possibile—si veda . Inoltre, dati due set completi di esamini, è possibile riempire un rettangolo di dimensione 420.
Ognuno dei 35 esamini può fungere da modulo base per una tassellazione del piano.

## Sviluppi piani del cubo

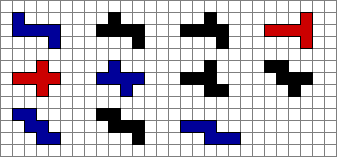
Tutti gli 11 sviluppi del cubo

Uno sviluppo piano del cubo è necessariamente un esamino, e per la precisione gli esamini sviluppi piani del cubo sono 11, raffigurati nella figura di destra (di nuovo, colorati in base ai loro gruppi di simmetria).